# Energie G
Energie G byla česká punková hudební skupina. Založili ji v roce 1979 bedňáci skupiny Classic Rock’n’roll Band a také vystupovali jako její předskokani. Skupina patřila spolu se Zikkuratem k průkopníkům českého punku, v repertoáru měla převzaté skladby od Sham 69 a Chelsea. V roce 1979 vystupovala na festivalu Pražské jazzové dny, kde byl její vitální projev charakterizován jako „gymnaziální punk“. Skupina si nikdy neudělala přehrávky, takže její koncerty byly de facto ilegální, během své existence jich odehrála kolem dvaceti. V roce 1981 o Energii G referoval v časopise New Musical Express britský novinář Chris Bohn, což k jejím členům přitáhlo pozornost Státní bezpečnosti a skupina byla nucena ukončit činnost. David Cajthaml později vystupoval ve skupinách Para-Ment a DekadentFabrik, a Michal Cingroš v Marlene, jejž projev inklinoval spíše k elektronickému post-punku.  